# Garnat-sur-Engièvre
Garnat-sur-Engièvre település Franciaországban, Allier megyében. Lakosainak száma 672 fő (2022. január 1.). Garnat-sur-Engièvre Beaulon, Paray-le-Frésil, Saint-Martin-des-Lais, Bourbon-Lancy és Lesme községekkel határos.

## Népesség
A település népességének változása:
| Lakosok száma | 786  | 722  | 715  | 721  | 688  | 693  | 705  | 710  | 711  | 672  |
|               | 1968 | 1982 | 1990 | 2006 | 2013 | 2015 | 2017 | 2019 | 2020 | 2022 |